# Вселенная Боло
Вселенная создана американским писателем-фантастом Джоном Китом Лаумером в его цикле Боло и повествует о супертанках Боло. Лаумер настолько талантливо описал устрашающую мощь брони супертанка, что это породило впоследствии массу подражателей, среди которых были Дэвид Вебер, Барри Малзберг, М. Лэки и У. Кейт.